# Hinojedo

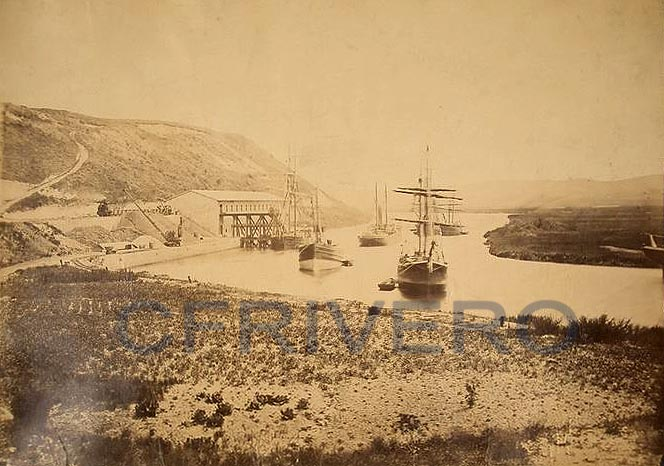
Estuário de San Martín de la Arena no final do século XIX.

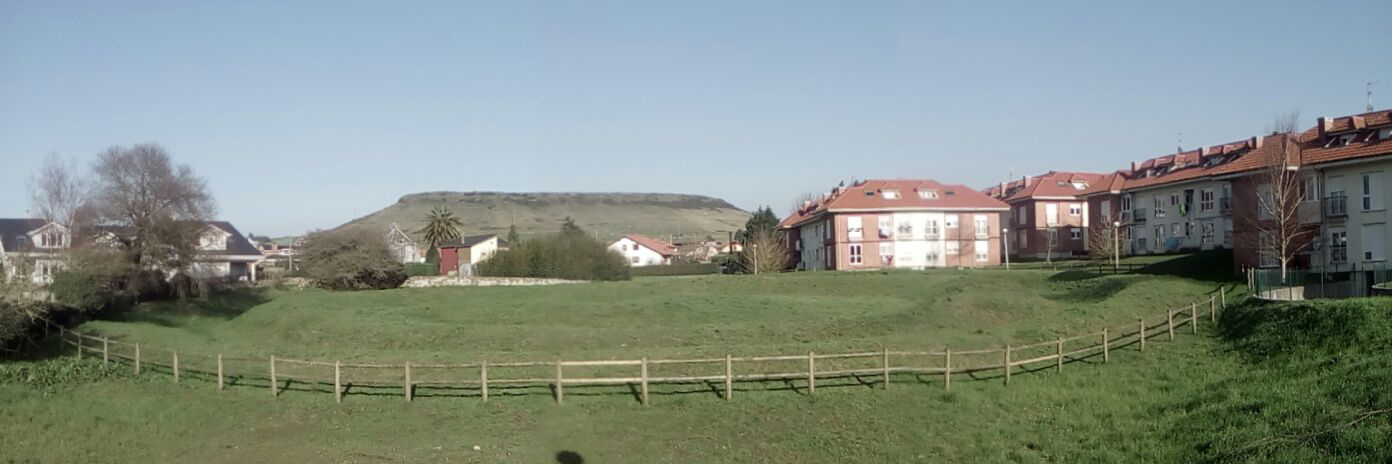
Mota de Trespalácios, fortificação dos séculos X/XI.

Hinojedo é uma cidade no município de Suances (Cantábria, Espanha). O topónimo vem do termo medieval Fenolietu, que já aparece em documentos no século X, e que, por sua vez, provém de Foeniculum vulgare (funcho), devido à abundância desta espécie na zona. Está localizado ao sul do termo municipal, próximo ao alto de Castíu ou La Masera (156 m), na fronteira com a cidade de Viveda, pertencente ao município de Santillana del Mar ; Pontes de Avios, Ongayo e Cortiguera dentro da ponte de Suances e, por último, faz fronteira com a ria Saja - Besaya com Requejada (Polanco) e Barreda (Torrelavega). Este estuário, oficialmente chamado de estuário de San Martín de la Arena, possui várias ilhas fluviais. A cidade está localizada a uma distância de 4 quilômetros de Suances, cerca de 30 de Santander e 6 de Torrelavega. Situa-se a uma altitude média de 20 metros acima do nível do mar e tem 1.945 habitantes (INE, 2017).
Uma fábrica pertencente à Royal Asturian Zinc Company (AZSA) está localizada em terra nesta cidade, com um pequeno porto fluvial que foi muito utilizado no século XX. A ciclovia Besaya atravessa a cidade, que liga Suances com Los Corrales de Buelna. O rio Borrañal, afluente do Saja, atravessa a cidade.
Hinojedo tem um time de futebol, o Minerva FC, que joga na Primera Regional. Tem categorias inferiores e seu campo está localizado em La Junquera, no bairro de San Martín.

## Bairros
El Fielato, La Sierra, Barrio Obrero, La Caraba, Castañera, Samartín, Vía, La Concha, Gándara, Sogándara, El Soto, Serna, San Pedro, Las Llamas e Sanjero são os bairros que compõem Hinojedo.

## Patrimônio
Destaca-se nesta vila o sítio arqueológico da mota de Trespalácios (entre os séculos X e XI), que foi incluído no Inventário Geral do Património Cultural da Cantábria em 2003. Perto deste ponto está o Palácio de Velarde, que dá nome ao local (Trespalacio=Depois do palácio). Outros sítios arqueológicos são: o forte cantábrico de Castíu, também conhecido como La Masera; os sítios arqueológicos de El Castro (atualmente em circuito de motocross) e o túmulo pré-histórico da igreja de San Saturnino, destruído durante a construção de um estacionamento para o mesmo. Na toponímia há vestígios das duas estradas ou Itinera Antiqua que atravessavam a cidade: os bairros de La Concha e Vía. Até a década de 1980, era visível um trecho de estrada que foi destruído durante as obras de consolidação do solo. O convento de Samartín, localizado na ilha de Pedrón, e a ermida de Las Ánimas também desapareceram. As ermidas de Sanjero, San José e San Pedro são preservadas.

## Serviços
Hinojedo tinha uma creche, La Gándara, anexada ao Centro Cultural San Saturnino. Também tem a sede do Conselho de Bairro ( conselho ), no edifício La Campesina e, finalmente, nas antigas escolas Patronato, no bairro Samartín, estão as salas de aula da UNATE. A cidade conta com o serviço de ônibus nas linhas Suances- Torrelavega (Autobuses Casanova) e Ubiarco - Santander (Autobuses La Cantábrica).

## Cultura
Celebra as festividades de Corpus Christi, San Pedro e San Saturnino. O coro Aires del Castro é desta cidade. É uma tradição bem preservada cantar as Marzas de Reis ou Reyeros na noite de 5 de janeiro. Vários escritores trataram de Hinojedo, como José María de Pereda em sua obra La Puchera ; José María de Cossío em suas Rotas Literárias de La Montaña ; Amós de Escalante em Ave Maris Stella, e o historiador Javier Ortiz Real, cronista oficial de Suances, escreveu vários livros dedicados a Hinojedo. Há também uma monografia de Alberto Fuentevilla de Diego sobre Hinojedo intitulada Hinojedo através do tempo, uma obra de grande interesse, pois oferece uma visão resumida e detalhada da história do lugar. Mais recentemente, Angelines Pechero Terán de Hinojedo publicou o livro Hinojedo, memória gráfica do século XX, com fotografias da vida da aldeia.

## Demografia
| 2000  | 2001  | 2002  | 2003  | 2004  | 2005  | 2006  | 2007  | 2008  | 2009  | 2010  | 2011  | 2012  | 2013  | 2014  | 2015  | 2016 | 2017 |
| ----- | ----- | ----- | ----- | ----- | ----- | ----- | ----- | ----- | ----- | ----- | ----- | ----- | ----- | ----- | ----- | ---- | ---- |
| 1.067 | 1.071 | 1.086 | 1.155 | 1.172 | 1.221 | 1.263 | 1.350 | 1.406 | 1.458 | 1.632 | 1.738 | 1.764 | 1.811 | 1.838 | 1.857 | 1909 | 1945 |

Fonte: INE

## Pessoas ilustres
Entre outros hinojerinos ilustres, vale destacar:
- José Iván Gutiérrez, ciclista profissional, vice-campeão mundial de contrarrelógio e multicampeão da Espanha, tanto contrarrelógio quanto estrada.
- Fernando Velarde, poeta nascido em Hinojedo em 1823 e falecido em Londres em 1881. Autor, entre outros, de La poesía de la Montaña, publicado em 1876.